# Liste von Nebenflüssen der Donau
In der Liste von Nebenflüssen der Donau werden die Nebenflüsse der Donau in absteigenden Flusskilometern zur Mündung gelistet. Dabei wird „aus physikalisch-geografischen und geologischen Gesichtspunkten die Donau in drei Strecken unterteilt: obere Donau oder Oberlauf (Quelle bis Gönyű [km 1791]), mittlere Donau oder Mittellauf (Gönyű bis Ende des Eisernen Tors) und untere Donau oder Unterlauf (Eisernes Tor bis Mündung)“. 
Entsprechend dreigeteilt ist die Übersicht.

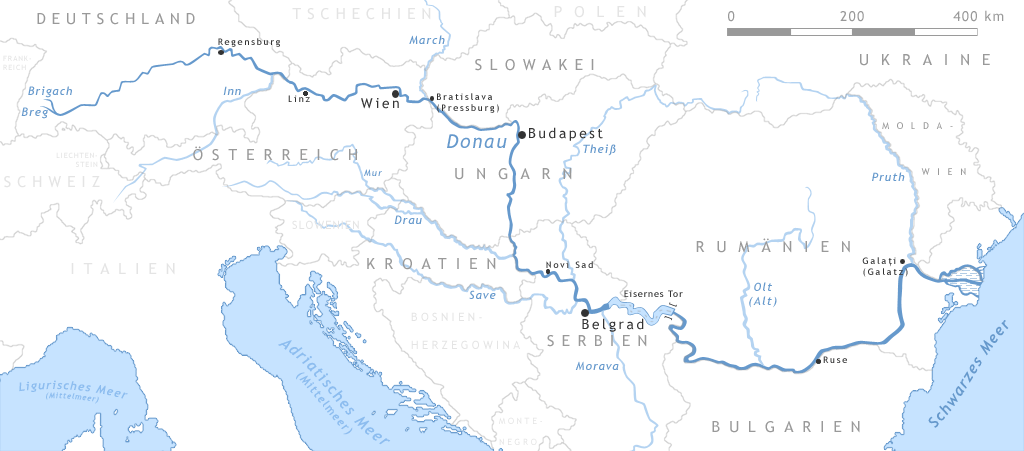

## Oberlauf
Die Breg, die Brigach und der Krähenbach gelten als Quellflüsse.
| Name                                            | Lage                       | Länge in km | Einzugsgebiet in km² | Abfluss (MQ) in m³/s | Mündung bei Donau-km         | Mündungshöhe m über NN | Mündungsort                         | DGKZ    | Land                             |
| ----------------------------------------------- | -------------------------- | ----------- | -------------------- | -------------------- | ---------------------------- | ---------------------- | ----------------------------------- | ------- | -------------------------------- |
| Breg                                            | rechts                     | 46,1        | 291,3                | 5,95                 | 2779,6                       | 672                    | Donaueschingen                      | 1111    | Deutschland                      |
| Brigach                                         | links                      | 40,4        | 196,5                | 3,37                 | 2779,6                       | 672                    | Donaueschingen                      | 1112    | Deutschland                      |
| Kötach                                          | links                      | 17,9        | 56,8                 |                      | 2764,6                       | 662                    | Geisingen                           | 11132   | Deutschland                      |
| Aitrach                                         | rechts                     | 16,1        | 96,2                 |                      | 2761,4                       | 659                    | Kirchen-Hausen                      | 11134   | Deutschland                      |
| Krähenbach                                      | links                      | 16,5        | 33,2                 |                      | 2749,4                       | 650                    | Möhringen                           | 11138   | Deutschland                      |
| Elta                                            | links                      | 15,0        | 81                   | 0,87                 | 2744,8                       | 643                    | Tuttlingen                          | 1114    | Deutschland                      |
| Seltenbach                                      | rechts                     | 12,2        | 30,2                 |                      | 2743,3                       | 640                    | Tuttlingen                          | 11152   | Deutschland                      |
| Ursentalbach                                    | links                      | 3,7         | 28,2                 |                      | 2737,9                       | 634                    | Stetten                             | 1115332 | Deutschland                      |
| Lippach                                         | links                      | 11,1        | 42,3                 |                      | 2733,6                       | 630                    | Mühlheim an der Donau               | 11154   | Deutschland                      |
| Bära                                            | links                      | 26,3        | 132,3                | 1,79                 | 2728,7                       | 623                    | Fridingen                           | 1116    | Deutschland                      |
| Schmeie/Schmiecha                               | links                      | 41,0        | 155,454              | 1,54                 |                              | 577                    | Inzigkofen                          | 1118    | Deutschland                      |
| Lauchert                                        | links                      | 56,0        | 456                  | 4,54                 |                              | 569                    | Sigmaringendorf                     | 112     | Deutschland                      |
| Ablach                                          | rechts                     | 38,0        | 435                  |                      |                              | 550                    | Mengen-Blochingen                   | 1132    | Deutschland                      |
| Ostrach                                         | rechts                     | 33,0        | 204,6                |                      |                              | 545                    | Hundersingen                        | 11332   | Deutschland                      |
| Biberbach                                       | links                      | 8,0         |                      |                      |                              | 530                    | Altheim                             | 11334   | Deutschland                      |
| Zollhauser Bach                                 | links                      | 3,7         | 11,6                 |                      |                              | 530                    | Riedlingen                          | 1133514 | Deutschland                      |
| Schwarzach                                      | rechts                     | 22,0        | 150,2                |                      |                              | 530                    | Riedlingen-Eichenau                 | 113352  | Deutschland                      |
| Kanzach                                         | rechts                     | 19,0        |                      |                      |                              | 529                    | Daugendorf                          | 11336   | Deutschland                      |
| Zwiefalter Aach                                 | links                      | 9,0         |                      |                      |                              | 529                    | Zwiefaltendorf                      | 11338   | Deutschland                      |
| Braunsel                                        | links                      | 1,0         |                      | 0,40                 |                              | 519                    | Rechtenstein                        | 1133934 | Deutschland                      |
| Marchbach                                       | rechts                     | 4,6         |                      |                      |                              | 512                    | Obermarchtal                        | 113394  | Deutschland                      |
| Lauter (Große Lauter)                           | links                      | 35,0        |                      | 1,65                 |                              | 510                    | Lauterach                           | 1134    | Deutschland                      |
| Schmiech                                        | links                      | 25,0        |                      |                      |                              | 489                    | Ehingen                             | 11354   | Deutschland                      |
| Riß                                             | rechts                     | 50,0        |                      |                      |                              | 485                    | Rißtissen                           | 1136    | Deutschland                      |
| Rot                                             | rechts                     | 54,0        |                      | 10                   |                              | 480                    | Dellmensingen                       | 1138    | Deutschland                      |
| Westernach                                      | rechts                     | 6,0         |                      |                      |                              | 479                    | Erbach                              | 11374   | Deutschland                      |
| Weihung                                         | rechts                     | 30,0        | 82                   |                      | 2590,1                       | 469                    | Ulm-Wiblingen                       | 11394   | Deutschland                      |
| Iller                                           | rechts                     | 147,0       | 2152                 | 70,1                 | 2588,0                       | 470                    | Ulm                                 | 114     | Deutschland                      |
| Blau                                            | links                      | 14,0        |                      |                      | 2585,0                       | 466                    | Ulm                                 | 1152    | Deutschland                      |
| Leibi                                           | rechts                     | 22,0        |                      |                      | 2573,0                       | 453                    | Nersingen-Leibi                     | 11532   | Deutschland                      |
| Roth                                            | rechts                     | 55,3        | 207,67               |                      | 2571,0                       | 453                    | Oberfahlheim                        | 1154    | Deutschland                      |
| Biber                                           | rechts                     | 37,0        | 70                   |                      | 2569,0                       | 446                    | Unterfahlheim                       | 1156    | Deutschland                      |
| Günz                                            | rechts                     | 55,0        | 710                  |                      | 2561,0                       | 440                    | Günzburg                            | 1158    | Deutschland                      |
| Nau                                             | links                      | 21,0        |                      |                      | 2561,0                       | 440                    | Günzburg                            | 11592   | Deutschland                      |
| Mindel                                          | rechts                     | 78,0        | 953                  | 10                   | 2551,0                       | 430                    | Gundremmingen                       | 116     | Deutschland                      |
| Brenz                                           | links                      | 55,0        |                      |                      | 2544,0                       | 430                    | Lauingen                            | 1172    | Deutschland                      |
| Egau                                            | links                      | 44,0        |                      |                      | 2531,0                       | 410                    | Höchstädt                           | 1174    | Deutschland                      |
| Kessel                                          | links                      | 36,0        |                      |                      | 2511,0                       | 400                    | Donauwörth                          | 11794   | Deutschland                      |
| Wörnitz                                         | links                      | 132,0       | 1568,62              | 11,3                 | 2509,0                       | 395                    | Donauwörth                          | 118     | Deutschland                      |
| Zusam                                           | rechts                     | 97,4        | 575,89               |                      | 2508,0                       | 393                    | Donauwörth                          | 1192    | Deutschland                      |
| Schmutter                                       | rechts                     | 95,7        | 507,47               |                      | 2508,0                       | 392                    | Donauwörth                          | 1194    | Deutschland                      |
| Lech                                            | rechts                     | 266,0       | 3926                 | 120                  | 2496,0                       | 392                    | Marxheim                            | 12      | Österreich, Deutschland          |
| Friedberger Ach                                 | rechts                     | 92,0        |                      |                      | 2487,0                       | 385                    | Stepperg                            | 132     | Deutschland                      |
| Ussel                                           | links                      | 34,0        | 140                  |                      | 2486,0                       | 385                    | Rennertshofen                       | 1332    | Deutschland                      |
| Schutter                                        | links                      | 35,0        | 116                  |                      | 2458,0                       | 361                    | Ingolstadt                          | 1336    | Deutschland                      |
| Paar                                            | rechts                     | 134,0       |                      |                      | 2443,0                       | 354                    | Vohburg an der Donau                | 134     | Deutschland                      |
| Abens                                           | rechts                     | 53,0        |                      |                      | 2426,0                       | 340                    | Eining                              | 136     | Deutschland                      |
| Altmühl                                         | links                      | 220,0       |                      |                      | 2411,0                       | 340                    | Kelheim                             | 138     | Deutschland                      |
| Schwarze Laber                                  | links                      | 77,2        | 468,23               |                      | 2388,0                       | 334                    | Sinzing                             | 1398    | Deutschland                      |
| Naab                                            | links                      | 165,0       |                      | 49,7                 | 2385,0                       | 333                    | Regensburg                          | 14      | Deutschland                      |
| Regen                                           | links                      | 169,0       | 2953,0               | 37,8                 | → linker Seitenarm der Donau | 327                    | Regensburg                          | 1522    | Deutschland                      |
| Otterbach                                       | links                      | 15,0        |                      |                      | 2367,0                       | 325                    | Sulzbach an der Donau               | 1536    | Deutschland                      |
| Pfatter                                         | rechts                     | 33,0        | 262,1                | 0,423                | 2349,0                       | 320                    | Pfatter                             | 154     | Deutschland                      |
| Wiesent                                         | links                      | 25,3        | 72                   |                      | 2346,0                       | 320                    | Niederachdorf                       | 1552    | Deutschland                      |
| Große Laber                                     | rechts                     | 74,0        |                      |                      | 2329,0                       | 315                    | Straubing                           | 156     | Deutschland                      |
| Aiterach                                        | rechts                     | 39,0        | 166,08               | 0,573                | 2314,0                       | 314                    | Ittling                             | 1578    | Deutschland                      |
| Alte Kinsach                                    | links                      | 3,8         | 10,9                 |                      | 2313,0                       | 313                    | Bogen                               | 15792   | Deutschland                      |
| Kinsach                                         | links                      | 38,5        | 317,41               |                      | 2309,0                       | 315                    | Bogen                               | 158     | Deutschland                      |
| Isar                                            | rechts                     | 285,0       | 8370                 | 185                  | 2281,7                       | 310                    | Deggendorf                          | 16      | Deutschland, Österreich          |
| Hengersberger Ohe (mit Ranzinger Bach)          | links                      | 33,7        | 198,15               |                      | 2264,0                       | 304                    | Winzer                              | 172     | Deutschland                      |
| Kleine Ohe                                      | links                      | 30,0        |                      |                      | 2254,0                       | 300                    | Pleinting                           | 1734    | Deutschland                      |
| Vils                                            | rechts                     | 69,0        | 1445                 | 76,8                 | 2248,0                       | 297                    | Vilshofen an der Donau              | 174     | Deutschland                      |
| Gaißa                                           | links                      | 17,0        | 211                  | 3,3                  | 2234,0                       | 300                    | Passau-Schalding links der Donau    | 176     | Deutschland                      |
| Ilz                                             | links                      | 37,0        | 850                  | 15,9                 | 2225,0                       | 290                    | Passau                              | 178     | Deutschland                      |
| Inn                                             | rechts                     | 525,0       | 25.700               | 800                  | 2225,2                       | 291                    | Passau                              | 18      | Schweiz, Österreich, Deutschland |
| Kräutergrabenbach                               | rechts                     |             |                      |                      | 2223,0                       |                        | Passau                              |         | Österreich, Deutschland          |
| Mühlbach                                        | rechts                     |             |                      |                      | 2220,0                       |                        | Freinberg                           |         | Österreich                       |
| Großer Kösslbach                                | rechts                     | 17,0        | 82,4                 | 1,12                 | 2218,0                       |                        | Unteresternberg                     |         | Österreich                       |
| Bräunbachl                                      | rechts                     |             |                      |                      | 2217,0                       |                        | Unteresternberg                     |         | Österreich                       |
| Erlau                                           | links                      | 33,8        | 218,48               | 3,3                  | 2215,0                       | 290                    | Erlau                               | 19114   | Deutschland                      |
| Brunntobelbach                                  | rechts                     |             |                      |                      | 2213,0                       |                        | Pyrawang                            |         | Österreich                       |
| Buchetbach                                      | rechts                     |             |                      |                      | 2212,0                       |                        | Pyrawang                            |         | Österreich                       |
| Bründlbach                                      | rechts                     |             |                      |                      | 2211,0                       |                        | Esternberg                          |         | Österreich                       |
| Rothbachl                                       | rechts                     |             |                      |                      | 2208,0                       |                        | Kasten                              |         | Österreich                       |
| Rothbach                                        | rechts                     |             |                      |                      | 2208,0                       |                        | Kasten                              |         | Österreich                       |
| Teufelsbach                                     | rechts                     |             |                      |                      | 2207,0                       |                        | Vichtenstein                        |         | Österreich                       |
| Geißbach                                        | rechts                     |             |                      |                      | 2206,0                       |                        | Vichtenstein                        |         | Österreich                       |
| Rollreithbach                                   | rechts                     |             |                      |                      | 2205,0                       |                        | Engelhartszell                      |         | Österreich                       |
| Dandlbach                                       | links                      |             |                      |                      | 2202,0                       |                        | Neustift im Mühlkreis               |         | Deutschland, Österreich          |
| Leitenbach                                      | rechts                     |             |                      |                      | 2202,0                       |                        | Engelhartszell                      |         | Österreich                       |
| Sausender Bach                                  | rechts                     |             |                      |                      | 2199,0                       |                        | Saag                                |         | Österreich                       |
| Ranna                                           | links                      | 25,8        | 180,15               | 3,06                 | 2196,0                       | 285                    | Niederranna                         | 19116   | Deutschland, Österreich          |
| Kleiner Kößlbach                                | rechts                     | 12,4        | 39,37                | 0,53                 | 2195,0                       | 284                    | Wesenufer                           |         | Österreich                       |
| Danglesbach                                     | links                      |             |                      |                      | 2194,0                       |                        | Niederranna                         |         | Österreich                       |
| Bockbach                                        | links                      |             |                      |                      | 2193,0                       |                        | Niederranna                         |         | Österreich                       |
| Katzbach                                        | links                      |             |                      |                      | 2192,0                       |                        | Freizell                            |         | Österreich                       |
| Freyentalerbach                                 | rechts                     |             |                      |                      | 2187,0                       |                        | Schlögen                            |         | Österreich                       |
| Kleine Mühl                                     | links                      | 36,0        | 201                  | 3,6                  | 2178,0                       |                        | Kirchberg ob der Donau              |         | Österreich                       |
| Große Mühl                                      | links                      | 70,0        | 560                  |                      | 2168,0                       |                        | St. Martin im Mühlkreis             | 1914    | Deutschland, Österreich          |
| Pesenbach                                       | links                      | 35,0        | 103,6                | 0,7                  | 2147,0                       | 255                    | Ottensheim                          |         | Österreich                       |
| Innbach (mit Aschach)                           | rechts                     | 53,0        | 743                  |                      | 2146,0                       |                        | Wilhering                           |         | Österreich                       |
| Rodl                                            | links                      | 42,0        | 268                  | 3,3                  | 2145,0                       |                        | Höflein bei Ottensheim              |         | Österreich                       |
| Traun                                           | rechts                     | 153,0       | 4277                 |                      |                              |                        | Ebelsberg, Linz                     |         | Österreich                       |
| Diesenleitenbach (mit Urfahrer Sammelgerinne)   | links                      | 9,4         | 10,5                 |                      |                              |                        | Abwinden                            |         | Österreich                       |
| Ipfbach                                         | rechts                     | 26,0        | 93,1                 | 0,9                  | 2117,0                       | 240                    | Asten                               |         | Österreich                       |
| Gusen                                           | links                      | 17,5        | 293,8                | 2,27                 |                              |                        | Langenstein                         |         | Österreich                       |
| Enns                                            | rechts                     | 349,0       | 6084,2               | 210                  | 2111,8                       |                        | zwischen Enns und Mauthausen        |         | Österreich                       |
| Aist                                            | links                      | 13,8        | 636,4                | 6,34                 |                              |                        | zwischen Albern und Au an der Donau |         | Österreich                       |
| Naarn                                           | links                      | 27,3        | 380,4                | 3,77                 |                              |                        | bei Mitterkirchen im Machland       |         | Österreich                       |
| Ysper                                           | links                      |             | 164,5                | 2,4                  |                              |                        | Weins                               |         | Österreich                       |
| Ybbs                                            | rechts                     | 138,0       | 1300                 | 30,2                 |                              | 217                    | Ybbs an der Donau                   |         | Österreich                       |
| Erlauf                                          | rechts                     | 70,0        | 631,5                |                      |                              | 214                    | Pöchlarn                            |         | Österreich                       |
| Melk                                            | rechts                     | 36,0        | 292,5                |                      |                              | 201                    | Melk                                |         | Österreich                       |
| Pielach                                         | rechts                     | 70,0        | 593,1                | 8,4                  |                              | 200                    | östlich Melk                        |         | Österreich                       |
| Fladnitz                                        | rechts                     |             | 169,5                |                      |                              | 194                    | Palt                                |         | Österreich                       |
| Traisen                                         | rechts                     | 80,0        | 915,4                |                      |                              | 180                    | beim Donaukraftwerk Altenwörth      |         | Österreich                       |
| Kamp                                            | links                      | 153         | 1753                 | 8,9                  |                              | 180                    | beim Donaukraftwerk Altenwörth      |         | Österreich                       |
| Perschling                                      | rechts                     |             | 285,7                |                      |                              | 178                    | Kleinschönbichl                     |         | Österreich                       |
| Große Tulln                                     | rechts                     | 40,0        | 218,6                |                      |                              | 177                    | Tulln an der Donau                  |         | Österreich                       |
| Hagenbach                                       | rechts                     | 12,0        | 12,9                 | 0,036                |                              | 167                    | St. Andrä-Wördern                   |         | Österreich                       |
| Schmida                                         | links                      | 73,6        | 484,4                |                      |                              | 175                    | Korneuburg                          |         | Österreich                       |
| Göllersbach                                     | links                      | 61,0        | 448,4                |                      |                              | 167                    | Stockerau                           |         | Österreich                       |
| Senningbach                                     | links                      |             | 158,8                |                      |                              |                        | Stockerau                           |         | Österreich                       |
| Rohrbach                                        | links                      | 19,0        | 34,3                 |                      |                              | 164                    | Korneuburg                          |         | Österreich                       |
| Donaugraben                                     | links                      | 20,0        | 89,2                 |                      |                              |                        | Langenzersdorf                      |         | Österreich                       |
| Wien                                            | rechts                     | 34,0        | 221,2                |                      | → Donaukanal                 | 155                    | Wien-Weißgerber                     |         | Österreich                       |
| Schwechat                                       | rechts                     | 62,0        | 1181,5               | 7,9                  |                              | 162                    | Schwechat                           |         | Österreich                       |
| Fischa                                          | rechts                     | 35,0        | 563,1                |                      |                              | 149                    | Maria Ellend                        |         | Österreich                       |
| Rußbach                                         | links                      | 71,0        | 580,4                |                      |                              | 140                    | bei Hainburg                        |         | Österreich                       |
| March                                           | links                      | 358,0       | 26.734               | 120                  | 1880,3                       | 135                    | Bratislava-Devín                    |         | Tschechien, Slowakei, Österreich |
| Lajta (dt. Leitha)                              | rechts                     | 180,0       | 2138                 |                      | → Mosoni Duna                |                        | Mosonmagyaróvár                     |         | Österreich, Ungarn               |
| Répce/Rábca (Rabnitz)                           | rechts                     | 120,0       | 10.113               |                      | → Mosoni Duna                |                        | bei Győr                            |         | Österreich, Ungarn               |
| Rába (dt. Raab)                                 | rechts                     | 283,0       | 1020                 | 70                   | → Mosoni Duna                | 118                    | Győr                                |         | Österreich, Ungarn               |
| Mosoni Duna (dt. Moson-Donau oder Kleine Donau) | rechts Seitenarm der Donau | 121,5       |                      |                      |                              |                        | Gönyű                               |         | Slowakei, Ungarn                 |

## Mittellauf
| Name                                          | Lage   | Länge in km | Einzugsgebiet in km² | Abfluss (MQ) in m³/s | Mündung bei Donau-km | Mündungshöhe m über NN | Mündungsort                   | DGKZ | Land                                              |
| --------------------------------------------- | ------ | ----------- | -------------------- | -------------------- | -------------------- | ---------------------- | ----------------------------- | ---- | ------------------------------------------------- |
| Váh (dt. Waag)                                | links  | 403         | 19.696               | 152                  | 1765,8               | 106                    | Komárno                       |      | Slowakei                                          |
| Hron (dt. Gran)                               | links  | 298         | 5453                 | 56                   | 1716,0               | 100                    | Štúrovo (gegenüber Esztergom) |      | Slowakei                                          |
| Ipeľ (dt. Eipel)                              | links  | 233         | 5151                 | 25                   | 1708,2               |                        | Szob                          |      | Slowakei, Ungarn                                  |
| Drau (ung. Dráva, kroat., slowen. Drava)      | rechts | 966         | 40.120               | 670                  | 1382,5               | 90                     | bei Osijek                    |      | Italien, Österreich, Slowenien, Kroatien, Ungarn  |
| Theiß (serb., rum. Tisa, ung. Tisza)          | links  | 962         | 157.100              | 810                  | 1214,5               | 80                     | bei Stari Slankamen           |      | Ukraine, Rumänien, Ungarn, Slowakei, Serbien      |
| Save (serb., kroat., slowen. Sava)            | rechts | 945         | 95.720               | 1670                 | 1170,0               |                        | Belgrad                       |      | Slowenien, Kroatien, Bosnien-Herzegowina, Serbien |
| Temesch (serb. Tamiš, ung. Temes, rum. Timiș) | links  | 359         | 13.085               | 47                   | 1150,0               | 72                     | Pančevo                       |      | Rumänien, Serbien                                 |
| Morava                                        | rechts | 185         | 37.444               | 240                  | 1104,5               | 65                     | bei Smederevo                 |      | Serbien                                           |
| Nera                                          | links  | 124         | 1240                 | 2,8                  | 1075,0               |                        | Bela Crkva                    |      | Rumänien, Serbien                                 |

## Unterlauf
| Name          | Lage   | Länge in km | Einzugsgebiet in km² | Abfluss (MQ) in m³/s | Mündung bei Donau-km | Mündungshöhe m über NN | Mündungsort           | DGKZ | Land                         |
| ------------- | ------ | ----------- | -------------------- | -------------------- | -------------------- | ---------------------- | --------------------- | ---- | ---------------------------- |
| Timok         | rechts | 203         | 4630                 | 31                   | 845,7                |                        |                       |      | Bulgarien, Serbien           |
| Jiu           | links  | 331         | 10.070               | 94                   | 691,6                |                        | Walachische Tiefebene |      | Rumänien                     |
| Lom           | rechts |             |                      |                      |                      |                        |                       |      | Bulgarien                    |
| Iskar (Isker) | rechts | 368         |                      | 54                   | 637,0                |                        |                       |      | Bulgarien                    |
| Olt           | links  | 600         |                      | 175                  | 600,6                |                        |                       |      | Rumänien                     |
| Vit           | rechts |             |                      |                      |                      |                        |                       |      | Bulgarien                    |
| Jantra        | rechts | 360         |                      | 40                   | 536,7                |                        |                       |      | Bulgarien                    |
| Osam          | rechts |             |                      |                      |                      |                        |                       |      | Bulgarien                    |
| Vedea         | links  |             |                      |                      |                      |                        |                       |      | Rumänien                     |
| Argeș         | links  | 350         |                      | 63                   | 432,0                |                        |                       |      | Rumänien                     |
| Cerna         | links  | 84          | 1433                 |                      |                      |                        | Orșova                |      | Rumänien                     |
| Ialomiţa      | links  | 417         |                      | 46                   | 231,1                |                        |                       |      | Rumänien                     |
| Siret         | links  | 726         |                      | 230                  | 155,0                |                        |                       |      | Ukraine, Rumänien            |
| Ogosta        | rechts |             |                      |                      |                      |                        |                       |      | Bulgarien                    |
| Râul Dunărea  | links  |             |                      |                      |                      |                        |                       |      | Rumänien                     |
| Mostiștea     | links  |             |                      |                      |                      |                        |                       |      | Rumänien                     |
| Pruth         | links  | 967         |                      | 105                  | 134,0                |                        |                       |      | Moldawien, Rumänien, Ukraine |
| Jalpuch       | links  | 112         | 3180                 |                      |                      |                        | Jalpuhsee bei Bolhrad |      | Ukraine, Moldawien           |